# Doris Lussier
Pour les articles homonymes, voir Lussier.
Doris Lussier (dit le Père Gédéon), (né Pierre Dorice René Lussier le 15 juillet 1918, mort le 28 octobre 1993 à l'âge de 75 ans) est un écrivain et un humoriste  originaire de Fontainebleau (fusionné avec Weedon en 1997), en Estrie, au Québec.

## Biographie
Il est né sur une ferme, fils de Donat Lussier, journalier, et de Rose-de-Lima Picard . Son père meurt le 19 février 1922  alors qu'il n'a pas encore quatre ans. Il en a six au remariage de sa mère le 11 juin 1925 à Stratford-Centre où elle épouse Elzéar Perreault, cultivateur , et la famille se retrouve à Lambton, en Estrie. Après l'école de rang, il fera son cours classique comme pensionnaire au Séminaire de Québec. Il choisit ensuite la voie des sciences sociales à l'École des sciences sociales de l'Université Laval. L'École est sous la gouverne de son célèbre fondateur, le père dominicain Georges-Henri Lévesque, qui sera son mentor. Après ses études, Lussier devient professeur de sciences politiques. Il sera aussi le secrétaire personnel du doyen pendant 12 ans.
En 1940, il avait pris parti en faveur du maréchal Pétain et du régime de Vichy, contre l'avis du cardinal Villeneuve.[réf. nécessaire]
Il crée, un peu pour rire, son personnage de vieux paysan prénommé Gédéon en 1953. L'auteur Roger Lemelin, un ami, décide d'intégrer ce personnage à sa fameuse série télévisée La famille Plouffe. Le baptême en ondes du père Gédéon aura lieu le 2 décembre 1954.
Outre son côté artistique, Doris Lussier s'est fait connaître par son implication dans le mouvement souverainiste du Parti québécois dans les années 1970 et 1980, auprès de René Lévesque. C'est d'ailleurs lui qui le présente à la foule lors de la première prise de pouvoir du Parti québécois en 1976.
Il meurt à l'hôpital Notre-Dame de Montréal, le 28 octobre 1993, des suites d'un cancer généralisé.

## Télévision
- 1954 : La Famille Plouffe